# 費爾黑文 (新澤西州)
費爾黑文（英語：Fair Haven）是位於美國新澤西州蒙茅斯縣的自治市鎮。

## 人口
根據2020年美國人口普查的數據，費爾黑文的面積為5.47平方千米，當中陸地面積為4.13平方千米，而水域面積為1.34平方千米。當地共有人口6269人，而人口密度為每平方千米1,146人。